# Rhipiliella
Rhipiliella es un género monotípico de algas, perteneciente a la familia Udoteaceae.

## Especie deRhipiliella
- Rhipiliella verticillata Kraft, 1986